# 2014 WP509
2014 WP509, também escrito como 2014 WP509, é um objeto transnetuniano que está localizado no Cinturão de Kuiper, uma região do Sistema Solar. Este corpo celeste classificado como um cubewano. Ele possui uma magnitude absoluta de 4,5 e tem um diâmetro estimado em torno de 554 km. O astrônomo Mike Brown lista este objeto em sua página na internet como um candidato a possível planeta anão.

## Descoberta
2014 WP509 foi descoberto no dia 17 de novembro de 2014 pelo Pan-STARRS 1.

## Órbita
A órbita de 2014 WP509 tem uma excentricidade de 0,087 e possui um semieixo maior de 44,934 UA. O seu periélio leva o mesmo a uma distância de 41,023 UA em relação ao Sol e seu afélio a 48,846 UA.